# Bixia
Bixia AB är ett svenskt elhandelsbolag som ägs av Tekniska verken i Linköping. Företaget omsatte år 2022 drygt 7 miljarder kronor.
Bixia är en direktaktör på den nordiska elbörsen Nord Pool. 